# Évêque de Basingstoke

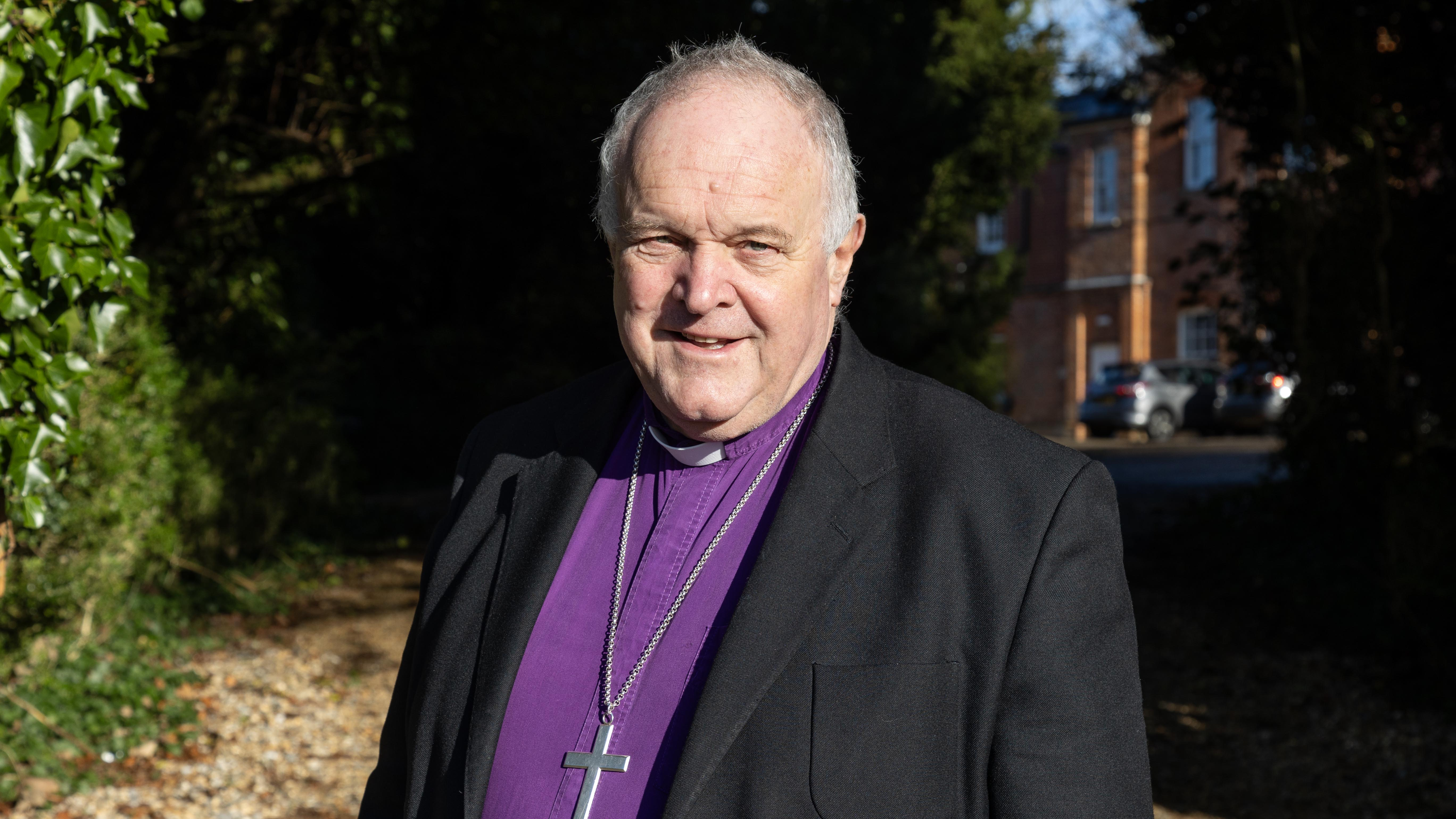
Monseigneur David Williams

 (juin 2025).
L'évêque de Basingstoke (Bishop of Basingstoke en anglais) est un titre épiscopal utilisé par un évêque suffragant du diocèse de Winchester, dans la province de Canterbury en Angleterre. Le titre tire son nom de la ville de Basingstoke dans le Hampshire. Le siège était vacant depuis la translation de Peter Hancock par l'évêque de Bath et Wells le 4 mars 2014; le 26 juin 2014, il a été annoncé que David Williams, Vicaire de Christ Church Winchester, devait être consacré évêque de Basingstoke. Williams a assumé le rôle le 19 septembre 2014 dans un service de consécration à la cathédrale de Winchester.

## Liste des évêques
| Évêque de Basingstoke | Évêque de Basingstoke | Évêque de Basingstoke | Évêque de Basingstoke                                        |
| De                    | Jusqu'à               | Titulaire             | Notes                                                        |
| --------------------- | --------------------- | --------------------- | ------------------------------------------------------------ |
| 1973                  | 1977                  | Colin James           | (1926–2009) Translation à Wakefield, puis à Winchester       |
| 1977                  | 1993                  | Michael Manktelow     | (1927–2017)                                                  |
| 1994                  | 2001                  | Geoffrey Rowell       | (1943–2017) Translation à Gibraltar en Europe                |
| 2002                  | 2009                  | Trevor Willmott       | (b. 1950) Translation à Douvres                              |
| 2010                  | 2014                  | Peter Hancock         | (b. 1955), Translation à Bath et Wells                       |
| 2014                  | Présent               | David Williams        | (b. 1961) anciennement vicaire de Christ Church à Winchester |
| Source(s):            |                       |                       |                                                              |